# Günter Henle

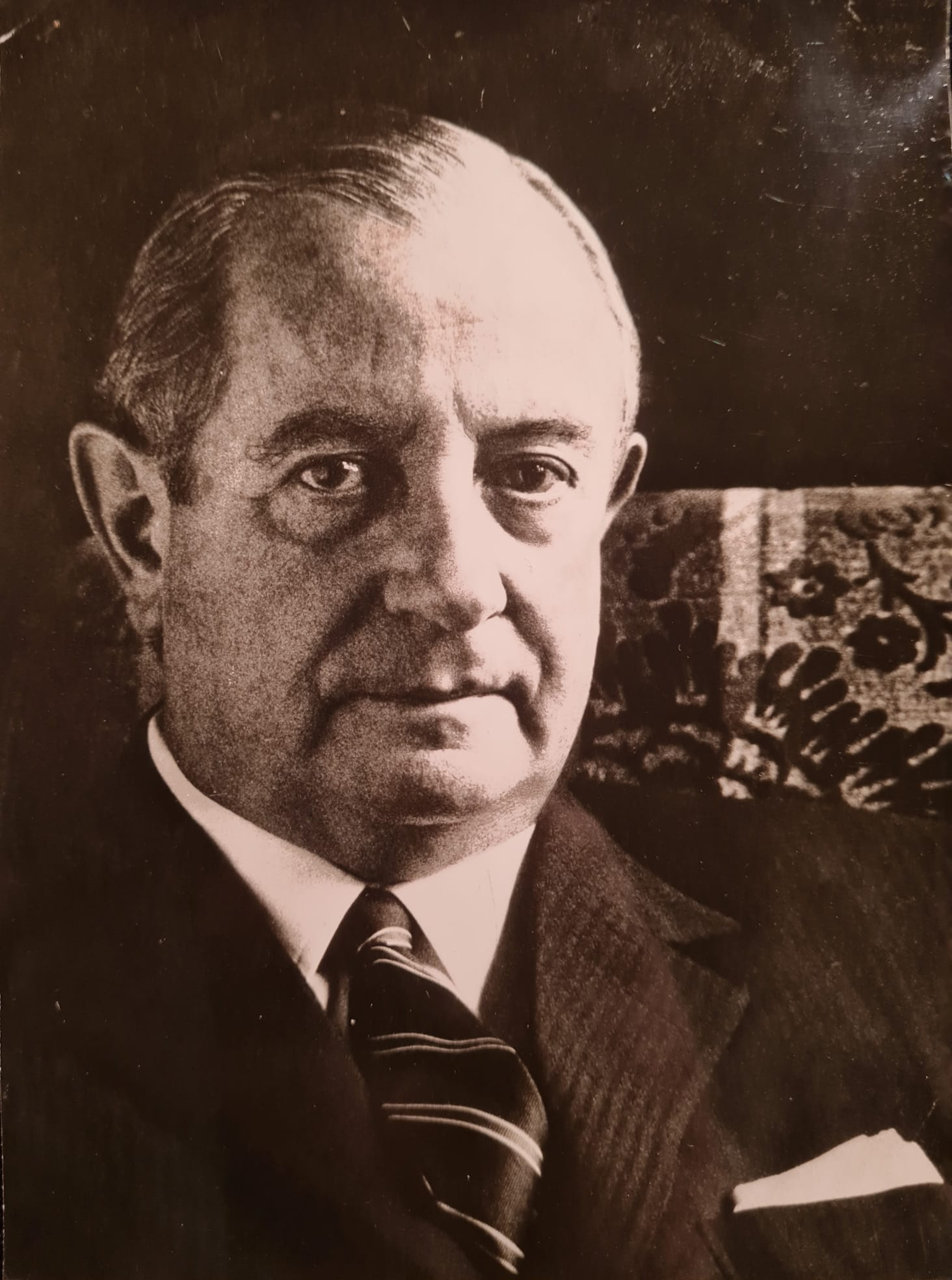
Günter Henle

Günter Henle (auch Günther Henle) (* 3. Februar 1899 in Würzburg; † 13. April 1979 in Duisburg) war ein deutscher Diplomat, Politiker (CDU), Industrieller und Musikverleger (G. Henle Verlag).

## Leben und Wirken

### Frühe Jahre
Henle wurde 1899 als Sohn des späteren Regierungspräsidenten von Unterfranken Julius Ritter von Henle in Würzburg geboren. Da der Vater aufgrund seiner Stellung im bayerischen Verwaltungsdienst häufig versetzt wurde, wechselte die Familie ihren Wohnsitz wiederholt. Sie lebte nacheinander in Regensburg, Hof und München.
In München besuchte Henle die Schule in der Türkenstraße und anschließend das Max- und Realgymnasium in München. Daneben erhielt er eine musikalische Ausbildung. Zu seinen musikalischen Lehrern gehörten u. a. der Pianist Walther Lampe und die Violinistin Herma Studeny.
Nach dem Ausbruch des Ersten Weltkriegs meldete Henle sich 1916 als Kriegsfreiwilliger. Er wurde als Fahnenjunker dem 11. Bayerischen Feldartillerie-Regiment zugeteilt und tat von März 1917 bis November 1918 Dienst an der Westfront. Für seinen Kriegseinsatz erhielt er das Eiserne Kreuz zweiter Klasse und später auch das Eiserne Kreuz erster Klasse.
Nach der Rückkehr aus dem Krieg studierte Henle Rechtswissenschaft und Volkswirtschaft an der Julius-Maximilians-Universität Würzburg und der Philipps-Universität Marburg. Als Student wurde er Mitglied des Corps Moenania Würzburg und des Corps Teutonia zu Marburg. Aus beiden Korporationen wurde er später, 1933/34, als „Nichtarier“ ausgeschlossen.
Während seines Studiums beteiligte Henle sich an der Niederschlagung der von Max Hoelz angeführten sozialrevolutionären Unruhen in Bayern und Thüringen.
1920 wurde Henle mit einer Arbeit zum „Vergehen des einfachen Hausfriedensbruchs“ zum Dr. iur. promoviert.

### Diplomat im Auswärtigen Amt (1921–1937)
Noch während seines Referendariats wechselte Henle 1921 als Attaché (Anwärter für den höheren auswärtigen Dienst) in den Auswärtigen Dienst.
1923 wurde er als Legationssekretär und Vizekonsul u. a. nach Den Haag entsandt. In den Jahren 1925 bis 1929 war er bei der deutschen Vertretung in Buenos Aires und ab 1931 bei der Deutschen Botschaft in London tätig.
Aufgrund seiner Sonderstellung als Veteran des Ersten Weltkriegs konnte Henle trotz seiner teilweise jüdischen Abstammung (Großvater väterlicherseits) nach dem Regierungsantritt der Nationalsozialisten 1933 noch einige Jahre im Auswärtigen Dienst verbleiben. Im Januar 1937 endete seine Tätigkeit im Auswärtigen Dienst jedoch infolge der Verabschiedung der Nürnberger Gesetze. Er wurde als Beamter in den einstweiligen Ruhestand versetzt. 1942 folgte die Versetzung in den endgültigen Ruhestand.

### Industrieller
Anfang 1937 wechselte er in die Industrie: Bei der zu Klöckner & Co gehörenden Berliner Eisenhandelsfirma absolvierte er eine neunmonatige kaufmännische Ausbildung, begleitet von Abendkursen zur Eisenhüttenkunde an der Technischen Hochschule Berlin. Im Herbst des Jahres wurde er in den Vorstand der Klöckner-Werke AG und als geschäftsführender Teilhaber in das Handelshaus Klöckner & Co aufgenommen. Nach dem Tod Peter Klöckners 1940 leitete er als Vertreter der Familie und persönlich haftender Gesellschafter das Handelshaus Klöckner & Co. Die Firma ging zu wesentlichen Teilen an die Peter Klöckner-Familienstiftung und Günter Henle übernahm bis 1941 die restlichen Anteile. Von Gauleiter Josef Terboven wurde er Mitte 1942 zum Rückzug von sämtlichen Positionen gezwungen, u. a. aus dem Vorstand der Klöckner Werke AG. Nach mehrmonatigen Verhandlungen mit maßgebenden Stellen unter Federführung von Staatsrat Karl Jarres, Vorstandsvorsitzender der Familienstiftung, konnte erreicht werden, dass er zumindest an die Spitze der Handelsfirma Klöckner & Co in Duisburg zurückkehrte.

### Nachkriegszeit
Nach dem Ende des Zweiten Weltkriegs wurde Henle von der britischen Besatzungsmacht von Dezember 1945 bis September 1946 im allgemeinen Internierungslager Hemer bei Iserlohn und im Sammellager Bad Nenndorf für insgesamt neun Monate interniert. Nach Abschluss des Entnazifizierungsverfahrens im Januar 1947 kehrte er als geschäftsführender Teilhaber von Klöckner & Co an die Konzernspitze zurück.
Spätestens nachdem die Alliierten die Strukturen der alte Klöckner-Werke entflochten hatten und der Konzern sich von einer reinen Dachorganisation wieder „zu einem in sich geschlossenen Produktionsunternehmen“ entwickelte, stieg Henle rasch zu einem führenden Repräsentanten der Wirtschaft der jungen Bundesrepublik auf, indem er eine Anzahl von Funktionen im neuen Klöckner-Konzern innehatte: Als geschäftsführender Gesellschafter von Klöckner & Co., als Eigner der Klöckner Werke AG, deren Aufsichtsratsvorsitz er übernahm und als Vorsitzender des Aufsichtsrats der Klöckner-Humboldt-Deutz AG (KHD) in Köln, deren Mehrheit in den Händen der Klöckner Werke AG lag. Darüber hinaus übernahm er den Vorsitz der „Wirtschaftsvereinigung Eisen- und Stahlindustrie“.
Hinzu kamen eine Anzahl von Aufsichtsratsmandaten außerhalb der Klöckner-Unternehmensgruppe:
- Mitglied des Aufsichtsrats der Deutschen Bank und deren Vorgängergesellschaft Rheinisch-Westfälische Bank: von Dezember 1950 bis April 1952 wurde er von der britischen Militärregierung als Nachfolger von Robert Lehr zum Treuhänder (Custodian) für die Rheinisch-Westfälische Bank, Düsseldorf, bestellt, die mit Abstand größte der Regionalbanken der Deutschen Bank und die größte Bank in Westdeutschland. Von 1952 bis April 1957 war er stellvertretender Aufsichtsratsvorsitzender der Rheinisch-Westfälischen Bank (ab April 1956 Deutsche Bank AG West). Nach der Zusammenführung der Nachfolgeinstitute der Deutschen Bank im Jahr 1957 war Henle von 1957 bis 1965 Aufsichtsratsmitglied und von 1966 bis 1971 stellvertretender Vorsitzender des Aufsichtsrats der Deutschen Bank.
- Von 1955 bis 1971 Mitglied des Aufsichtsrats der Allianz Versicherungs-AG, dabei von 1963 bis 1965 stellvertretender Vorsitzender und von 1965 bis 1971 Vorsitzender des Aufsichtsrats.
- Von 1948 bis 1971 Mitglied des Aufsichtsrats von Siemens: 1948 Wahl in den Aufsichtsrat der Siemens-Schuckertwerke AG, 1965 Wechsel in den Aufsichtsrat der Siemens & Halske AG, 1966 Übergang in den Aufsichtsrat der neu gegründeten Siemens AG, Austritt 1971.
- Vorsitzender des Aufsichtsrats der SKF Kugellagerfabriken GmbH, Schweinfurt.
- Aufsichtsratsmitglied der Albingia Versicherungs-AG, Vereinigte Glanzstoff-Fabriken AG, Rütgerswerke AG und der VIAG (Vereinigte Industrie-Unternehmungen AG, Berlin-Bonn).

1977 legte Günter Henle die Konzern-Verantwortung in die Hände seiner Söhne Jörg Alexander Henle und Christian Peter Henle.

### Politiker
Darüber hinaus engagierte sich Günter Henle politisch und gesellschaftlich: 1945 wurde er in den Provinzialrat der Provinz Nord-Rhein berufen. Von 1947 bis 1949 war er als CDU-Abgeordneter Mitglied im Wirtschaftsrat des Vereinigten Wirtschaftsgebietes. In der ersten Legislaturperiode (1949–1953) gehörte er dem Deutschen Bundestag als direkt gewählter Abgeordneter des Wahlkreises Rhein-Wupper-Kreis an. Als Abgeordneter trat er wiederholt öffentlich für die Gründung der Europäischen Gemeinschaft für Kohle und Stahl (Montanunion) ein und trug entscheidend zur Ratifizierung des Schuman-Plans bei. Vom 16. Juli 1952 bis zum 10. Dezember 1953 wurde er vom Bundestag zur Gemeinsamen Versammlung der Montanunion in Straßburg, des späteren Europäischen Parlaments nach Straßburg entsandt. Als engagierter Verfechter der europäischen Integration war er als Mitglied der sogenannten ad-hoc Versammlung in Straßburg am Vertragsentwurf für eine Europäische Politische Gemeinschaft beteiligt und Vorstandsmitglied des Exekutiv-Komitees des Deutschen Rats der Europäischen Bewegung.
Auch setzte sich Günter Henle maßgeblich für eine Neuordnung der Arbeitsbeziehungen bei Kohle und Stahl und die Einführung der paritätischen Mitbestimmung ein.
Im Vorfeld der zweiten Bundestagswahl 1953 schied er aus der aktiven Politik aus, um sich auf die Führung seiner Unternehmensgruppe und weitere Aufsichtsratsmandate zu konzentrieren. Auch danach beriet er Bundeskanzler Konrad Adenauer in außenpolitischen und wirtschaftlichen Fragen.
Henle war Mitbegründer der »Wirtschaftspolitischen Gesellschaft von 1947« sowie der Deutschen Gesellschaft für Auswärtige Politik e. V. (DGAP), der er von 1955 bis 1973 als erster Präsident vorstand. Auch in dieser Funktion beschäftigte er sich besonders mit Fragen der europäischen Integrationspolitik.

### Freund der Musik und Verleger
Im Jahr 1948 gründete Henle einen „Verlag zur Herausgabe musikalischer Urtexte“, den späteren G. Henle Verlag, München, und 1972 die „Günter Henle Stiftung“ ebenfalls mit Sitz in München, die Eigentümerin des Verlages wurde. Henle verband enge Freundschaften mit vielen bedeutenden Musikern, u. a. Pablo Casals, Yehudi Menuhin, David Oistrach, Wolfgang Schneiderhan und Rudolf Serkin. Mehrere dieser Künstler gaben Konzerte im Privathaus der Familie Henle in Duisburg, darunter auch Artur Rubinstein, obwohl er öffentlich geschworen hatte, nach dem Zweiten Weltkrieg nie wieder in Deutschland aufzutreten. Für Henle machte er im Jahr 1967 eine Ausnahme.
Henle förderte zahlreiche hochbegabte Musiktalente, wie Edith Peinemann, Murray Perahia und Frank Peter Zimmermann.
Bei dem 1951 gegründeten Kulturkreis der Deutschen Industrie stand er zwischen 1951 und 1965 dem Gremium Musik vor. 1955 war er Mitinitiator und Gründungsmitglied des Joseph Haydn-Instituts, Köln, und von 1955 bis 1967 dessen Vorstandsmitglied und Schatzmeister, anschließend Ehrenmitglied. Er engagierte sich für das Beethoven-Haus Bonn, dessen Verein ihm 1976 für seine Verdienste die Ehrenmitgliedschaft verlieh. 1956 wurde ihm die Ehrenmitgliedschaft der Gesellschaft für Musikforschung übertragen.

### Weitere Tätigkeiten
Bei der Neugründung der Studienstiftung des deutschen Volkes im Jahr 1948 wurde er in das Kuratorium gewählt. Von 1950 bis 1978 war er zudem Kuratoriumsmitglied des Stifterverbandes für die Deutsche Wissenschaft. 1953 übernahm Günter Henle das Amt des Präsidenten der Duisburger Universitäts-Gesellschaft.
Er war langjähriges Vorstandsmitglied im „Wallraf-Richartz-Kuratorium und Förderergesellschaft e. V.“ des gleichnamigen Museums in Köln (heute Freunde des Wallraf-Richartz-Museum und des Museum Ludwig e. V.), das er mit Schenkungen bedachte. Als Kunstsammler vor allem niederländischer Meister stellte er dem Museum zudem im Jahr 1964 zahlreiche Werke für die Ausstellung »Aus dem großen Jahrhundert der niederländischen Malerei« zur Verfügung.
Zwischen 1962 und 1967 war er Mitglied des Kuratoriums der 1961 gegründeten Stiftung Volkswagenwerk und von 1964 bis 1968 Vorsitzender des Vorstandsrats des Deutschen Museums in München. Zudem war er langjähriges Mitglied im Kuratorium der Alten Pinakothek München. 1964 stiftete er der Stadt München den Rindermarktbrunnen beim Viktualienmarkt. Henle war Mitbegründer und von 1955 bis 1973 erster Präsident der Deutschen Gesellschaft für Auswärtige Politik e. V. (DGAP).

## Ehe und Familie

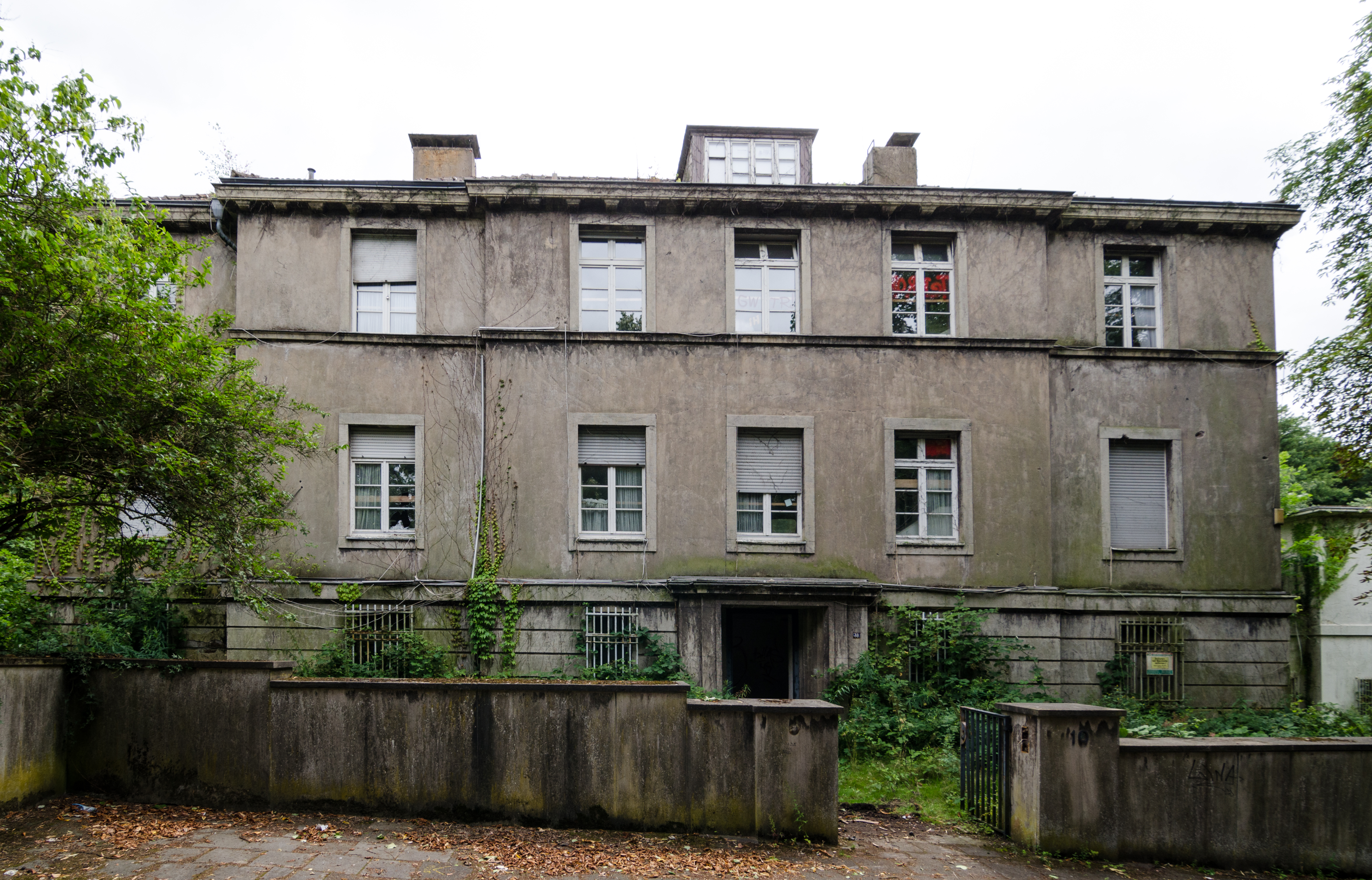
Duisburg, Villa Henle im Jahr 2015

1933 heiratete Henle Anne-Liese (geb. Küpper, 1908–1997), die Stieftochter des Unternehmers Peter Klöckner. Aus dieser Ehe gingen die beiden Söhne Jörg Alexander (1934–2019) und Christian Peter (1938), sowie Tochter Sylvia (1937) hervor. Sylvia heiratete 1961 den Diplomaten Wilhelm Haas.
1937 bezog er mit seiner Familie die von ihm in diesem Jahr erworbene Villa Henle am Kaiserberg (Duisburg), Wilhelmshöhe 10.
1973 gründete er die private Familienstiftung bürgerlichen Rechts Günter Henle Stiftung München.

## Ehrungen
- ca. 1918 Eisernes Kreuz Erster und Zweiter Klasse[2]
- 1954: Ehrenzeichen des Deutschen Roten Kreuzes 1. Klasse
- 1956: Großes Verdienstkreuz mit Stern der Bundesrepublik Deutschland
- 1963: Ernennung zum Ehrenmitglied des Vereins Deutscher Eisenhüttenleute und zum Träger der Carl-Lueg-Denkmünze des Vereins Deutscher Eisenhüttenleute
- 1964: Ehrendoktorwürde der Universität zu Köln
- 1964: Bayerischer Verdienstorden
- 1969: Großes Verdienstkreuz mit Stern und Schulterband der Bundesrepublik Deutschland [für sein Engagement im Rahmen der Gesellschaft für Auswärtige Politik und zahlreiche kulturelle Initiativen]
- Kommandeur des königlich Schwedischen Wasaordens 1. Klasse
- 1979: Ehrenring der Stadt Würzburg
- 1979: Goldener Ehrenring der Stadt Duisburg[6]

## Schriften
- Eine Fahrt nach Patagonien und dem Feuerlande, Würzburg 1928
- Weggenosse des Jahrhunderts. Als Diplomat, Industrieller, Politiker und Freund der Musik (Memoiren), 3. Auflage, Stuttgart 1968  (PDF; 135 MB)
- Verlegerischer Dienst an der Musik (Memoiren, Auszug). München 1973  (PDF; 21,3 MB)